# Annemarie Schwarzenbach
Annemarie Schwarzenbach (Zúrich, 23 de mayo de 1908 - Sils im Engadin/Segl, 15 de noviembre de 1942) fue doctora en filosofía, arqueóloga, periodista, fotógrafa y novelistasuiza, conocida sobre todo por su faceta de escritora de viajes. Fue amiga de Klaus y Erika Mann (hijos de Thomas Mann). En 1935 se casó con el diplomático francés Claude Clarac en Irán. Sus viajes, que inspiraron su obra, la llevaron a Estados Unidos, España, Rusia, Afganistán (junto a Ella Maillart) y el Congo Belga.

## Biografía
Nació en el seno de una de las familias más ricas de Suiza, junto a cuatro hermanos más. Su madre, Renée Wille, emparentada con el canciller Von Bismarck, mantenía cierta relación de amistad con figuras como Toscanini y la Infanta de España.  Su abuelo materno fue el general Ulrich Wille. Su padre, Emil Schwarzenbach, era el heredero de Ro. Schwarzenbach & Co. que fabricaba e importaba seda.
Creció en Horgen. Desde pequeña, Annemarie rechazó el lujo y el esplendor y al alcanzar la pubertad, su familia le hizo una revisión médica para comprender el hecho de su "rara" conducta. Tras algunas visitas médicas, se le diagnosticó esquizofrenia, veredicto del que aún se desconoce su veracidad. 
En 1927 ingresó a la Universidad de Zúrich para estudiar Historia y Literatura, momento en el cual comenzó con su producción literaria en ficción. Tres años después, conoció a los hermanos Mann. Su amistad con la familia Mann se prolongó durante toda su vida. Thomas Mann le tomó cariño y la bautizó "el ángel devastado". En 1931, obtiene su doctorado. Con Klaus, abiertamente homosexual, mantuvo una relación fraternal (a pesar de la distancia, que tuvo sus efectos).
En 1933 viajó a España junto a Marianne Breslauer, quien la fotografió en reiteradas ocasiones.
A lo largo de su vida fue adicta a la morfina y estuvo intermitentemente bajo tratamiento psiquiátrico. En 1939 realizó una autointernación en varias clínicas para buscar una cura y desintoxicación. En estos días escribió "Das glückliche Tal". En 1942 se accidentó a bordo de su bicicleta, se golpeó la cabeza con una piedra y reaccionó días después. Al despertar, no pudo reconocer a su madre. Había perdido también la capacidad de habla, observación y movilidad. Murió el 15 de noviembre del mismo año.
La escritora italiana Melania G. Mazzucco es la autora de su biografía novelada con el título Lei così amata (Ella, tan amada). Premios Napoli y Vittorini (2000)

## Vida personal
Jamás se definió a ciencia cierta sobre su homosexualidad, pero los indicios de sus relaciones indican una abierta conducta lesbiana. Se dijo que tuvo una fugaz relación con la hija del embajador turco en Teherán y con una arqueóloga en Turkmenistán
En los tumultuosos años de su vida durante 1940, comenzó una relación con la escritora Carson McCullers, con quien compartió algún tiempo su vida en Nueva York. McCullers se enamoró de ella pero a pesar de la admiración mutua, la relación no prosperó.

## Obras
El tema básico de su obra es la tormentuosa y recurrente soledad de su corta vida. Su obra ha sido irregular debido a su dependencia por la morfina que la obligaba a recluirse varios meses en clínicas de rehabilitación. En 1931 publicó su primera novela, Freunde um Bernhard. Sobre su obra se han publicado siete volúmenes con algunas piezas escogidas, también se han montado varias exposiciones con sus fotografías y se han escrito dos biografías sobre ella. Entre su obra escrita destacan:
- Das glückliche Tal (El valle feliz. Traducción de Juan Cuartero Otal, Ed. La Línea del Horizonte, 2016)
- Lyrische Novelle (Una novela lírica. Traducción de Alberto Gordo, Ed. Firmamento, 2022)
- Bei diesem Regen (Con esta lluvia. Traducción de Daniel Najmías, Ed. Minúscula, 2011)
- Jenseits von New York
- Freunde um Bernhard (Los amigos de Bernhard. Traducción de Juan Cuartero Otal, Ed. Athenaica, 2023)
- Tod in Persien (Muerte en Persia. Traducción de Richard Gross y María Esperanza Romero, Ed. Minúscula, 2003)
- Auf der Schattenseite
- Flucht nach oben
- Lorenz Saladin. Ein Leben für die Berge (Lorenz Saladin. Una vida para las montañas. Traducción de Juan Cuartero Otal, Ed. La Línea del Horizonte, 2020)
- Alle Wege sind offen (Todos los caminos están abiertos. Traducción de María Esperanza Romero, Ed. Minúscula, 2008)
- Winter in Vorderasien (Invierno en Oriente Próximo. Traducción de Juan Cuartero Otal, Ed. La Piedra Lunar, 2017)
- Unsterbliches Blau
- Wir werden es schon zuwege bringen, das Leben
- Eine Frau zu sehen (Ver a una mujer. Traducción de María Esperanza Romero, Ed. Minúscula, 2010)